# Кокин, Лев Григорьевич
Лев Григорьевич Кокин (9 июня 1924, Москва, СССР — 19 декабря 2001) — советский инженер и сценарист.

## Биография
Родился 9 июня 1924 года в Москве в семье Григория Кокина. Два года спустя у него родилась сестра Галина Кокина. После окончания школы ушёл на фронт, начал в 1942 под Сталинградом, закончил в Восточной Пруссии. Был ранен, контужен. После войны поступил в Московский институт химического машиностроения, который окончил 5 лет спустя. Несколько лет работал инженером на заводе суперфосфатов в Джамбуле, затем начальником производства на Минском заводе автоматических линий. Чуть позже к нему пришла идея создать литературный сценарий и его сестра подсказала ему название «Лёгкая жизнь Яши Топоркова». Кокин начал писать сценарий, идея героев и героинь принадлежала его сестре и их труды увенчались успехом — сценарий был удостоен 2-й премии на Всесоюзном конкурсе за лучший киносценарий, после чего режиссёр-постановщик Евгений Карелов взялся экранизировать сценарий и в 1960 году на свет появился фильм «Яша Топорков».
Скончался 19 декабря 2001 года.